# Freur
Freur war eine britische New-Wave- und Synth-Pop-Band aus Cardiff, Wales, die von 1982 bis 1986 aktiv war. Um 1990 entwickelte sich aus der Band das erfolgreiche Electro-Dance-Projekt Underworld. Ihr bekanntester Song ist Doot–Doot.

## Geschichte
Freur wurde 1982 in der Stadt Cardiff in Wales, von Karl Hyde (Carl Hyde, * 10. Mai 1957 in Worcester, England) und Rick Smith (Richard Smith, * 25. Mai 1959 in Ammanford, Wales) gegründet. Alfie Thomas stieß noch im gleichen Jahr zur Band. Nachdem noch John Warwicker, mit dem sie gemeinsam am Cardiff College Of Art studiert hatten, als weiterer Keyboarder und der Schlagzeuger Bryn Burrows dazugekommen waren, wurde CBS Records auf die Band aufmerksam und sie unterschrieben 1983 einen ersten Plattenvertrag. Ursprünglich hatte Freur nur ein grafisches Symbol als Bandnamen, entworfen von John Warwicker. Da das Musiklabel auf einem Namen bestand, der für die computerbasierte Vertriebslogistik lesbar wäre, entschied man sich dazu, das Symbol als Freur auszusprechen.
Ihre einzige Hit-Single war Doot–Doot von 1983. Sie belegte Platz 17 in Neuseeland, Platz 24 in Deutschland, Platz 36 in den Niederlanden und Platz 59 in den britischen Singlecharts. Die Single wurde von Alex Burak im The Point Studio in London aufgenommen und koproduziert. Rupert Merton, der schon die Thompson Twins als Musikmanager unter Vertrag hatte und dem Point Music Studio Publishing Verlag angehörte, nahm die Band nach der Aufnahme von Doot–Doot unter Vertrag.
Nach Doot–Doot veröffentlichte die Band zwischen 1983 und 1985 fünf weitere Singles, Matters of the Heart, Runaway, Riders in the Night, The Devil and Darkness und Look in the Back for Answers, von denen sich aber keine in den britischen Charts platzieren konnte.
Von den dazugehörigen Alben Doot-Doot (1983) und Get Us out of Here (1986) wurde das letztere nur in Deutschland und in den Niederlanden veröffentlicht. John Warwicker, der neben der Musik bereits eine Karriere als Grafiker verfolgte, verließ schließlich die Band. Die verbliebenen Mitglieder beschlossen, unter dem Namen Underworld weiterzumachen, nachdem sie bereits die Musik zu dem gleichnamigen Film geschrieben hatten (teilweise als Transmutations veröffentlicht).
1987 unterschrieben Hyde, Smith, Thomas und Burrows zusammen mit dem neuen Bassisten Baz Allen unter diesem Namen einen Vertrag bei Sire Records, wo sie die Alben Underneath the Radar (1988) und Change The Weather (1989) veröffentlichten. 1990 lösten sie sich unter dem Eindruck des ausbleibenden Erfolgs zunächst auf. 1991 formierten sich Hyde und Smith mit dem DJ Darren Emerson als Trio unter dem alten Bandnamen Underworld neu, nachdem ihnen ihr Produzent Rupert Hine geraten hatte, statt Popmusik doch lieber progressive Tanzmusik zu machen, die ihnen offensichtlich mehr am Herzen lag. Zur gleichen Zeit gründeten sie mit John Warwicker und anderen Künstlern das interdisziplinäre Kunst- und Designkollektiv Tomato, das in den folgenden Jahren neben zahllosen anderen Arbeiten für das Artwork ihrer Veröffentlichungen verantwortlich war.

## Diskografie

### Alben
- 1984: Doot Doot
- 1985: BBC Radio 1 Live (Bootleg)
- 1985: Live at the Marquee (Bootleg)
- 1986: Get Us Out of Here (Vinyl und Cassette)
- 2009: Get Us Out of Here/Doot Doot

### Singles
- 1983: Doot Doot
- 1983: Matters of the Heart
- 1983: Runaway
- 1984: Doot Doot (Wiederveröffentlichung)
- 1984: Riders in the Night
- 1984: The Devil and Darkness
- 1985: Look in the Back for Answers
- 1985: The Piano Song (7", nur in den Niederlanden)